# The Ultimate Collection (álbum de The Who)
The Ultimate Collection es un doble álbum recopilatorio del grupo británico The Who, publicado por la compañía discográfica Universal Records en 2002. El álbum incluyó los sencillos y las canciones más exitosas del grupo, todas ellas remasterizadas. Las primeras 150 000 copias incluyeron un tercer disco con otras canciones y videos musicales.
El álbum debutó en el puesto 31 de la lista Billboard 200 la semana del 29 de junio de 2002, y llegó al puesto diecisiete de la lista británica UK Albums Chart. Además, fue certificado como disco de oro por la RIAA el 15 de julio de 2002, y como disco de platino el 13 de marzo de 2008.

## Lista de canciones
Todas las canciones escritas y compuestas por Pete Townshend excepto donde se anota. 
| Disco uno |                                                            |                                   |          |  |
| N.º       | Título                                                     | Álbum original                    | Duración |  |
| 1.        | «I Can't Explain»                                          | Sencillo, 1965                    | 2:05     |  |
| 2.        | «Anyway, Anyhow, Anywhere» (Pete Townshend, Roger Daltrey) | Sencillo, 1965                    | 2:41     |  |
| 3.        | «My Generation»                                            | The Who Sings My Generation, 1965 | 3:19     |  |
| 4.        | «The Kids Are Alright»                                     | The Who Sings My Generation, 1965 | 2:46     |  |
| 5.        | «A Legal Matter»                                           | The Who Sings My Generation, 1965 | 2:54     |  |
| 6.        | «Substitute»                                               | Sencillo, 1966                    | 3:47     |  |
| 7.        | «I'm a Boy»                                                | Sencillo, 1966                    | 2:38     |  |
| 8.        | «Boris the Spider» (John Entwistle)                        | A Quick One, 1966                 | 2:28     |  |
| 9.        | «Happy Jack»                                               | Sencillo, 1966                    | 2:11     |  |
| 10.       | «Pictures of Lily»                                         | Sencillo, 1967                    | 2:45     |  |
| 11.       | «I Can See for Miles»                                      | The Who Sell Out, 1967            | 4:07     |  |
| 12.       | «Call Me Lightning»                                        | Cara B de «Dogs», 1967            | 2:20     |  |
| 13.       | «Magic Bus»                                                | Magic Bus: The Who on Tour, 1968  | 3:22     |  |
| 14.       | «Pinball Wizard»                                           | Tommy, 1969                       | 3:01     |  |
| 15.       | «I'm Free»                                                 | Tommy, 1969                       | 2:40     |  |
| 16.       | «See Me, Feel Me»                                          | Tommy, 1969                       | 3:22     |  |
| 17.       | «The Seeker»                                               | Sencillo, 1970                    | 3:12     |  |
| 18.       | «Summertime Blues» (Eddie Cochran, Jerry Capehart)         | Live at Leeds, 1970               | 3:25     |  |
| 19.       | «Baba O'Riley»                                             | Who's Next, 1971                  | 5:01     |  |
| 20.       | «Bargain»                                                  | Who's Next, 1971                  | 5:35     |  |
| 21.       | «Behind Blue Eyes»                                         | Who's Next, 1971                  | 3:42     |  |
| 22.       | «Won't Get Fooled Again»                                   | Who's Next, 1971                  | 8:33     |  |

| Disco dos |                                            |                          |          |  |
| N.º       | Título                                     | Álbum original           | Duración |  |
| 1.        | «Let's See Action (Nothing Is Everything)» | Sencillo, 1971           | 3:59     |  |
| 2.        | «Pure and Easy»                            | Odds & Sods, 1974        | 5:22     |  |
| 3.        | «Join Together»                            | Sencillo, 1972           | 4:22     |  |
| 4.        | «Long Live Rock»                           | Odds & Sods, 1974        | 3:54     |  |
| 5.        | «The Real Me»                              | Quadrophenia, 1973       | 3:34     |  |
| 6.        | «5.15»                                     | Quadrophenia, 1973       | 4:50     |  |
| 7.        | «Love, Reign o'er Me»                      | Quadrophenia, 1973       | 5:51     |  |
| 8.        | «Squeeze Box»                              | The Who By Numbers, 1975 | 2:42     |  |
| 9.        | «Who Are You»                              | Who Are You, 1978        | 6:21     |  |
| 10.       | «Had Enough» (John Entwistle)              | Who Are You, 1978        | 4:30     |  |
| 11.       | «Sister Disco»                             | Who Are You, 1978        | 4:21     |  |
| 12.       | «You Better You Bet»                       | Face Dances, 1981        | 5:37     |  |
| 13.       | «Don't Let Go the Coat»                    | Face Dances, 1981        | 3:44     |  |
| 14.       | «The Quiet One» (John Entwistle)           | Face Dances, 1981        | 3:10     |  |
| 15.       | «Another Tricky Day»                       | Face Dances, 1981        | 4:51     |  |
| 16.       | «Athena»                                   | It's Hard, 1982          | 3:47     |  |
| 17.       | «Eminence Front»                           | It's Hard, 1982          | 5:37     |  |

## Personal
The Who
- Roger Daltrey: voz
- John Entwistle: bajo y coros
- Pete Townshend: guitarra, sintetizador, teclados y coros
- Keith Moon: batería y percusión (1965-1978)
- Kenney Jones: batería (1981-1982)

Otros músicos
- Dave Arbus: violín en "Baba O'Riley"
- Rod Argent: piano en "Who Are You"
- Andy Fairweather-Low: coros en "Who Are You"
- Chris Stainton: piano en "5:15"